# Indicateur varié
Indicator variegatus
Espèce
Statut de conservation UICN

 LC  : Préoccupation mineure
L'Indicateur varié (Indicator variegatus) est une espèce d'oiseau de la famille des Indicatoridae.
Son aire s'étend de l'Angola et l'Afrique du Sud jusqu'à travers l'Afrique de l'Est.